# James Meena
James Meena (Cleveland, 1951) è un direttore d'orchestra e direttore artistico statunitense. Precedentemente Direttore Generale e Direttore d'orchestra principale della Toledo Opera in Ohio, dal 2000 è stato Direttore Generale e Direttore d'orchestra principale dell'Opera Carolina, a Charlotte, Carolina del Nord.

## Primi anni ed educazione
Meena nacque a Cleveland, Ohio, figlio di un sacerdote della Chiesa greco-ortodossa di Antiochia, che aveva studiato anche composizione e scritto tre inni, oltre ad aver tradotto in inglese la Liturgia di San Giovanni Crisostomo, op. 41 di Čajkovskij. Trascorse la sua infanzia a Los Angeles e Pittsburgh prima di tornare a Cleveland quando suo padre divenne parroco della chiesa ortodossa antiochena di San Giorgio. Meena fece i suoi studi universitari al Baldwin Wallace College of Conservatory of Music, ricevendo il titolo di Bachelor of Arts nel 1973 e poi insegnò musica per tre anni nelle scuole superiori di Cleveland mentre cantava nel Coro di Cleveland. Studiò direzione d'orchestra con Robert Page, direttore del coro e professore alla Carnegie Mellon University, dove Meena conseguì il Master of Fine Arts nel 1978. Quando Page diventò direttore del coro Mendelssohn di Pittsburgh nel settembre 1979, assunse Meena come assistente. Studiò anche direzione d'orchestra con Thomas Mihalak, che è stato direttore musicale della New Jersey Symphony Orchestra per sei stagioni; con il direttore d'orchestra Rudolph Fellner e con Boris Halip, un ex direttore del Balletto Bol'šoj che era emigrato a Cleveland e con il quale anche Meena aveva studiato violino.

## Carriera come direttore d'orchestra
Meena fece il suo debutto professionale nel 1980, dirigendo l'Orchestra Sinfonica di Pittsburgh e il Coro Mendelssohn in rappresentazioni della Creazione di Haydn. Il suo debutto operistico avvenne nel 1983 con Il flauto magico di Mozart, con la Pittsburgh Opera, dove è stato direttore associato. I suoi anni di apprendistato a Pittsburgh comprendevano il lavoro come direttore musicale della Three Rivers Training Orchestra e della McKeesport Symphony e direttore del Pennsylvania Opera Festival, che da allora è diventato il programma dei giovani artisti della Pittsburgh Opera. Nel 1986 fu nominato Direttore artistico della Toledo Opera, col debutto della  compagnia nella Carmen e nel 1988 fu nominato direttore residente della Toledo Symphony, dove ha diretto concerti classici, in particolare Mozart, concerti per la comunità e concerti sinfonici di musica pop. Contemporaneamente nel 1997 fu nominato direttore del Cleveland / San Jose Ballet, con il quale ha diretto più di venti spettacoli ogni stagione, compresa la produzione annuale dello Schiaccianoci. Meena è stato nominato Direttore Generale e Direttore Principale dell'Opera Carolina nel 2000.
Ha anche mantenuto una carriera attiva come direttore ospite di opera e di concerti negli Stati Uniti e all'estero, avendo diretto la National Symphony ROC, la KBS Symphony Orchestra (Seoul), la Cairo Philharmonic, l'Orchestra Regionale Toscana e l'orchestra del Teatro Massimo Bellini in Italia, oltre all'Opera di Montreal, all'Opera di Portland, all'Opera Nazionale di Washington e alle compagnie d'opera di Phoenix, Sarasota, Edmonton, Ottawa e Winnipeg (Canada), dove ha diretto le esecuzioi in prima mondiale de The Transit of Venus, di Victor Davies, che è stato trasmesso a livello nazionale sulla CBC. Le sue interpretazioni de Il trovatore di Verdi, Faust di Gounod e Eugene Onegin di Tchaikovsky sono state registrate e trasmesse da World of Opera della National Public Radio.

## Registrazioni
- Charles Duvernoy: Concerto per Clarinetto e Orchestra n. 3 (registrazione della prima mondiale), François Devienne: Première Sonate in B flat, Jean Françaix: Tema con variazioni – Collaborative Arts Chamber Orchestra, James Meena (direttore). Koch International Classics CD 37186-2.[7]